# EQT
EQT is een Zweeds wereldwijd opererend investeringsbedrijf. Het was in 2022 het derde grootste private equity-bedrijf ter wereld. Het werd opgericht in 1994. De hoofdvestiging is in Stockholm.

## Investeringsbeleid
EQT investeert bij voorkeur in groeibedrijven middels buyouts. Het heeft tevens een voorkeur voor investeringen met risicodragend kapitaal in Europa, Azië, Oceanië, en Noord- en Centraal Amerika.

## Voorbeelden van investeringen met overname
In Nederland
- DELTA Energie (2016/2017-2019)
- CIF-CAIW (2017)
- DELTA Retail/DELTA-telecom/ZeelandNet (2017)
- CBizz (2019)

Elders
- Thule (1999-2004)
- MTU Friedrichshafen (2005)
- Sanitec (2005)
- Scandic Hotels (2007)
- Strauss Innovation (2008-2011)
- Vertu (2012)
- GB Railfreight (2015)
- GB Railfreight (2016)
- TransIP (2016)
- Dott (2019)
- Parques Reunidos (2019) (via dochter Piolin bidCo)
- SUSE Linux (2019)
- Proximus (2020)
- Mols-Linien (2020)